# Elisabeth Samson
Elisabeth Samson, född 1715 i Paramaribo, död 21/22 april 1771 i Paramaribo, affärsidkare och plantageägare, känd som den första fria svarta kvinna i Surinam som gift sig med en vit man.  Samson var en viktig och kontroversiell gestalt i Surinams historia.   

## Biografi
Dotter till den frigivna slaven Nanoe, även känd som Mariana (d. 1737?). Ansökte 1764 om att få gifta sig med Christoph Policarpus Brabant, klockare och organist i den reformerta kyrkan och direktör för ett sågverk, men när de nederländska myndigheterna gav sitt tillstånd var han redan död. Istället gifte hon sig 1767 med Hermanus Daniel Zobre (1737-1784), plantageägare. 
Tillsammans med sin första livspartner Carl Creutz drev hon kaffeplantager. Efter hans död kom ytterligare plantager i hennes besittning, och hon och hennes syster Nanette förvärvade senare ännu fler. På så sätt blev hon en stor kaffeexportör. Handelsframgångarna ledde till att hon år 1767 lät bygga ett fartyg i Amsterdam. Skeppet förliste dock två år senare.
Elisabeth Samson är en framstående men kontroversiell person i historien. Genom sina framgångar som affärskvinna och framför allt genom sitt giftermål med en vit man orsakade hon uppståndelse i 1700-talets Surinam, där man hade skarpa gränser mellan svarta och vita. Men eftersom hon liksom andra plantageägare hade slavar på sina plantager och aldrig stred specifikt för slaverifrågan är hon också omstridd. 
Hon är föremål för en historisk avhandling (Elisabeth Samson) och en roman av Cynthia McLeod: The Free negress Elisabeth.